# C9H16N3O14P3
化学式C9H16N3O14P3（摩尔质量：483.156 g/mol）可能指：
- 三磷酸胞苷（CTP），CAS号：65-47-4
- 三磷酸阿糖胞苷，CAS号：13191-15-6